# Aarau
Aarau er hovedbyen i den schweiziske kanton Aargau, og i distriktet (Bezirk) Aarau. Den blev grundlagt omkring 1240 af grevskabet i Kyburg, og ligger ved floden Aare, syd for foden af Jurabjergene og vest for Zürich. Aarau har 21.503(2018) indbyggere.
Byen er kendt som en industri- og handelsby som producerer bjælder, matematiske instrumenter, elektroniske apparater, bomuldstekstil, kemikalier, sko med mere.
En række ældre bygninger er at finde her, blandt andet den gamle reformerte kirke (1471), rådhuset (1200-tallet) og diverse beboelseshuse fra 1600- og 1700-tallet.